# سوزان إي. مورس
سوزان إي. مورس (بالإنجليزية: Susan E. Morse)‏ هي مونتيرة أمريكية، ولدت في 1952 في نيويورك في الولايات المتحدة.

## وصلات خارجية
- سوزان إي. مورس على موقع IMDb (الإنجليزية)
- سوزان إي. مورس على موقع ألو سيني (الفرنسية)
- سوزان إي. مورس على موقع أول موفي (الإنجليزية)
- سوزان إي. مورس على موقع قاعدة بيانات الأفلام السويدية (السويدية)
- سوزان إي. مورس على موقع قاعدة بيانات الفيلم (الإنجليزية)
- سوزان إي. مورس على موقع كينوبويسك (الروسية)